# Culicoides discrepans
Culicoides discrepans är en tvåvingeart som beskrevs av Ortiz och Mirsa 1951. Culicoides discrepans ingår i släktet Culicoides och familjen svidknott.
Artens utbredningsområde är Venezuela. Inga underarter finns listade i Catalogue of Life.